# Tschetschelijiwka
Tschetschelijiwka (ukrainisch Чечеліївка; russisch Чечелиевка Tschetschelijewka) ist ein Dorf im Osten der ukrainischen Oblast Kirowohrad mit etwa 700 Einwohnern (1. April 2013).

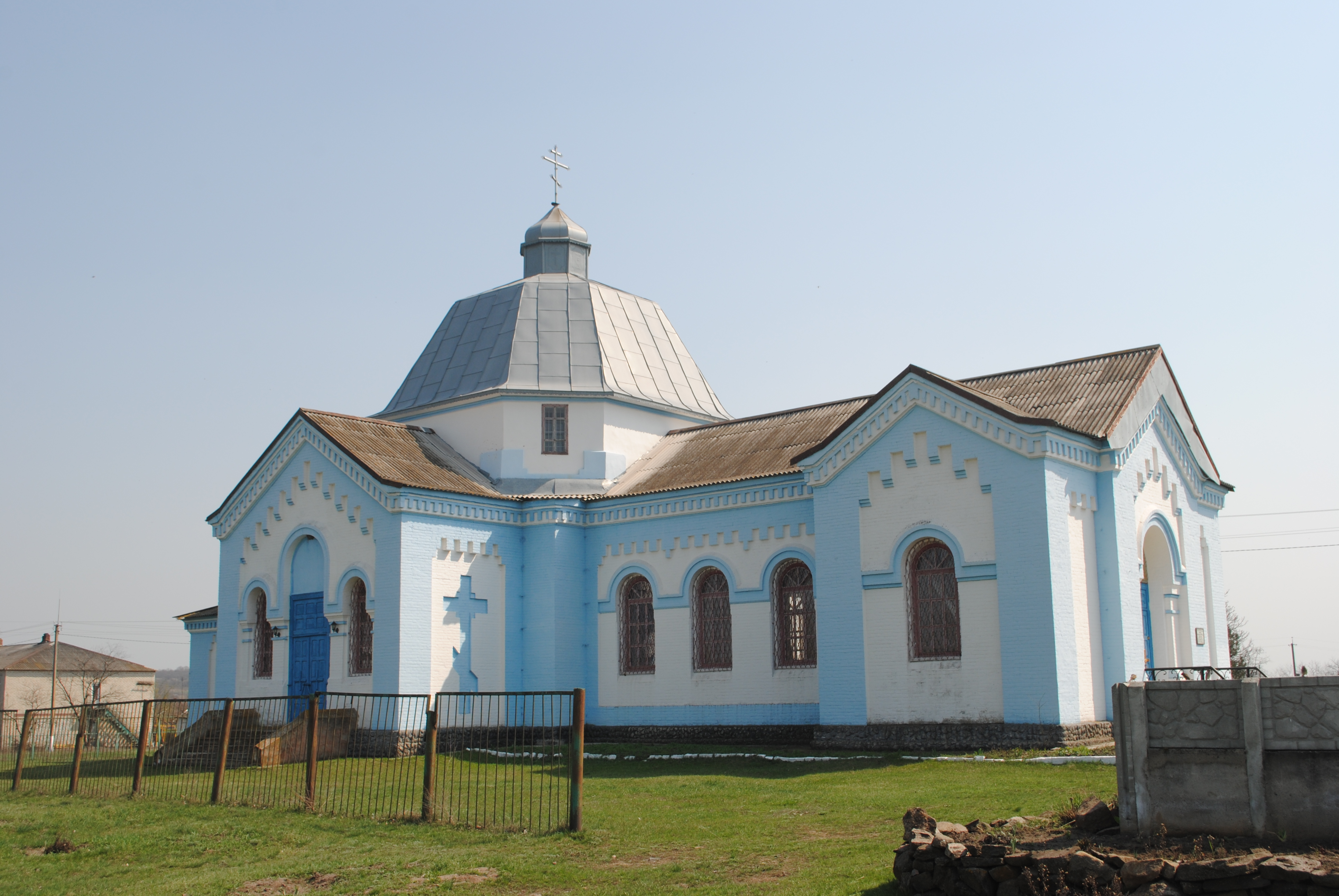
Kirche im Ort

## Geographie
Das Dorf liegt am Ufer des Inhulez im Rajon Oleksandrija 17 km nordwestlich des ehemaligen Rajonzentrum Petrowe und 10 km südlich der Siedlung städtischen Typs Balachiwka.
Am 12. Juni 2020 wurde das Dorf ein Teil der neugegründeten Siedlungsgemeinde Petrowe, bis dahin bildete es zusammen mit dem Dorf Oleksandriwka (ukrainisch Олександрівка) die gleichnamige Landratsgemeinde Tschetschelijiwka (Чечеліївська сільська рада/Tschetschelijiwska silska rada) im Zentrum des Rajons Petrowe.
Am 17. Juli 2020 kam es im Zuge einer großen Rajonsreform zum Anschluss des Rajonsgebietes an den Rajon Oleksandrija.